# Montcerf-Lytton
Montcerf-Lytton es un municipio canadiense situado en la provincia de Quebec.

## Superficie
Montcerf-Lytton tiene una superficie de 354,64 km².

## Demografía
En 2021, tenía 653 habitantes, una densidad poblacional de 1,8 hab./km², y 387 viviendas.